# NGC 5383
NGC 5383 (другие обозначения — UGC 8875, IRAS13550+4205, MCG 7-29-23, ZWG 219.33, MK 281, KUG 1355+420, PGC 49618) — спиральная галактика с перемычкой (SBb) в созвездии Гончие Псы.
Этот объект входит в число перечисленных в оригинальной редакции «Нового общего каталога».
В галактике вспыхнула сверхновая SN 2005cc Её пиковая видимая звёздная величина составила 17,7.